# Elektrowerke
Die Elektrowerke A.G. (Abkürzung EWAG, zeitweise auch Reichs-Elektrowerke genannt) war ein Energieversorgungsunternehmen mit Hauptsitz in Berlin. Vorläufer war die 1892 als Tochter der AEG gegründete Braunkohlenwerk Golpa-Jeßnitz AG hervor, deren Tätigkeit sich auf die Erschließung von Braunkohlegruben im Bitterfelder Bergbaurevier und Weiterverarbeitung der dort geförderten Vorräte erstreckte. Mit dem Bau des damals weltgrößten Dampfkraftwerks in Zschornewitz stieg das Unternehmen 1915 in die Produktion elektrischer Energie ein und änderte seinen Namen. Während des Ersten Weltkriegs geriet sie als kriegswichtiges Unternehmen in den vollständigen Besitz des Deutschen Reiches und errichtete eine der ersten deutschen Fernstromleitungen zur Versorgung eines Berliner Aluminiumwerks.
In den 1920er Jahren baute die ab 1923 zur Vereinigte Industrieunternehmen AG (VIAG) gehörende EWAG eine Großversorgung aus den Kraftwerken des mitteldeutschen und Lausitzer Reviers auf und errichtete zur Verteilung der elektrischen Energie ein 110-kV-Hochspannungsnetz. Über dieses bestanden Verbindungen mit der Berliner Bewag, dem Märkischen Elektrizitätswerk, dem Elektrizitätswerk Sachsen-Anhalt, der AG Sächsische Werke und der oberschlesischen Ostkraftwerk AG. In der Zeit des Nationalsozialismus wurde erneut eine Kriegswirtschaft aufgebaut, für die Versorgung der Rüstungsunternehmen, wie auch der Erschließung von Ressourcen in Österreich begann die EWAG unter staatlicher Regie den Aufbau eines als Reichssammelschiene bezeichneten 220-kV-Netzes.
Nach Ende des Zweiten Weltkriegs verlor die EWAG ihre Besitztümer in der Sowjetischen Besatzungszone bzw. der späteren Deutschen Demokratischen Republik und in Österreich und damit alle ihre Kraftwerke. Bis zur Umwandlung in eine GmbH 1986 war die westdeutsche EWAG noch Betreiber einiger 110- und 220-kV-Leitungen in West-Berlin und Bayern, die daraufhin an die Bewag bzw. das Bayernwerk abgetreten wurden. Bis zum Ende der VIAG im Jahr 2000, als sie mit der VEBA zur E.ON fusionierte, wurden in der EWAG GmbH die Anteile der VIAG an Unternehmungen im Energiebereich gebündelt.

## Geschichte

### Vorläuferunternehmen und Kriegsproduktion
Die Braunkohlenwerk Golpa-Jeßnitz AG wurde 1892 in Halle (Saale) gegründet. Intention war es, Braunkohlevorräte im Bitterfelder Bergbaurevier zu nutzen. Hierfür übernahm sie das 1888 in Betrieb genommene Braunkohlewerk Golpa im Rahmen einer Zwangsversteigerung. Neben der Grube entstand eine Brikettfabrik und eine Ziegelei, für die Braunkohle aus den vier Tagebauen Golpa I-III und Sachsenburg gefördert wurde. Um 1911 beabsichtigte die Berliner Allgemeinen Elektricitäts-Gesellschaft (AEG) erstmals, an diesem Standort ein Kraftwerk zu bauen, um aus der Kohle elektrische Energie zu produzieren und damit die Berliner Elektrizitätswerke mit elektrischer Energie zu beliefern. 1913 übernahm die AEG dann alle Aktien der Braunkohlenwerk Golpa-Jeßnitz AG. Jedoch lehnte die Stadt Berlin dieses Vorhaben trotz bereits erfolgter Bauvorbereitungen ab. Ein weiterer Plan der AEG von 1914 sah dann eine Fernstromversorgung aus dem Bitterfelder Raum für die umliegenden Städte Berlin, Magdeburg und Leipzig vor.
Der Eintritt des Deutschen Reiches in den Ersten Weltkrieg zum 1. August 1914 machte dieses Vorhaben wieder zunichte. Vorrang hatte nun die Kriegsproduktion, insbesondere die Bereitstellung von Stickstoff aufgrund einer Seeblockade und damit ausfallenden Natriumnitratlieferungen. Für ein in der Errichtung befindliches Kalkstickstoffwerk der Bayerischen Stickstoffwerken in Piesteritz wurde zum 9. Februar 1915 ein Stromliefervertrag mit dem Braunkohlenwerk Golpa-Jeßnitz über den Bezug von 60.000 kW elektrischer Leistung abgeschlossen. Infolgedessen begann in der Nähe der Grube Golpa bei Zschornewitz der Bau des damals größten Dampfkraftwerks der Welt mit 128.000 kW Leistung. Das ausführende Unternehmen beendete die Brikettherstellung vollständig, nannte sich in Elektrowerke AG um und verlegte seinen Firmensitz von Halle nach Berlin. Ende 1915 war das Kraftwerk fertiggestellt und produzierte Strom für das Stickstoffwerk sowie ein unmittelbar benachbartes, eigens errichtetes Elektrosalpeterwerk der Elektro-Nitrium AG.

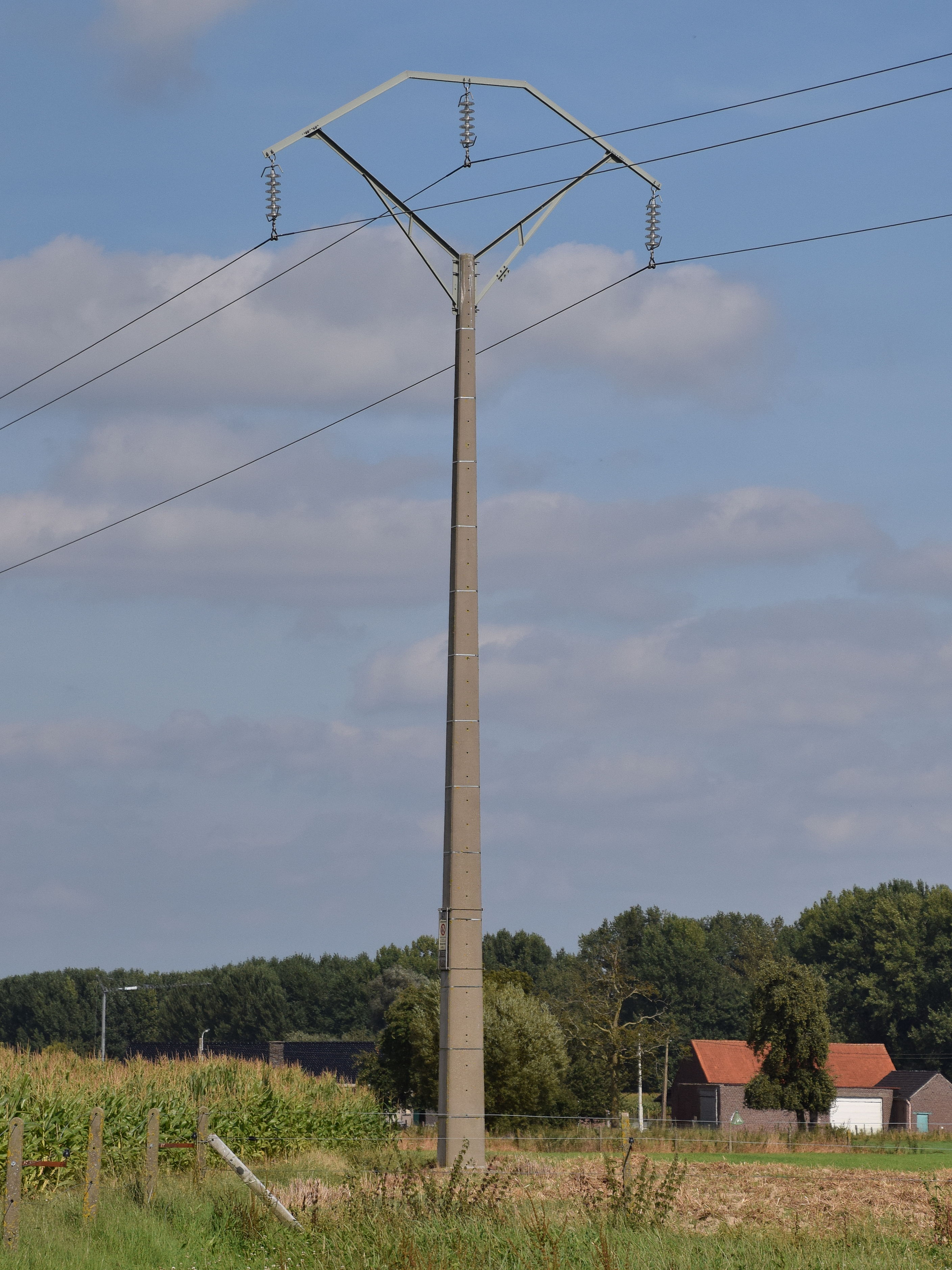
Deltamast im Opwijk, Belgien. Freileitungsmast Von Der 70-kV-Leitung Essene-Mertchem.

Da das Bauprojekt wegen gestiegener Kosten im Zusammenhang mit dem Ersten Weltkrieg zu einem finanziellen Desaster für die AEG zu werden drohte, das Kraftwerk aber von großer Bedeutung für die mitteldeutsche Rüstungsindustrie war, übernahm der Reichsfiskus 1917 für etwa 50 Millionen Mark das gesamte Grundkapital der EWAG. Fortan fand die Stromerzeugung und -verteilung komplett unter staatlicher Regie statt. Am 18. Juni 1917 kam es im Elektrosalpeterwerk zu einer Explosion und damit zur Zerstörung des kriegswichtigen Werkes. Die 30 MW an überschüssiger elektrischer Leistung in Zschornewitz, die mit der Zerstörung des Elektrosalpeterwerks auftraten, sollten auf Geheiß des Kriegsamts für andere Kriegsproduzenten genutzt werden. Hierfür wurde ein Aluminiumwerk in Berlin-Rummelsburg ausgewählt, das bisher von den städtischen Kraftwerken Oberspree und Rummelsburg versorgt wurde, deren Leistung für die energieintensive Produktion jedoch nicht mehr ausreichte. Von Oktober 1917 bis Mai 1918 baute die EWAG eine 132 km lange 110-kV-Doppelleitung von Zschornewitz nach Rummelsburg zur Versorgung des Werks. Im Oktober 1918 wurden über eine weitere Doppelleitung die Energielieferungen für ein Werk der Griesheim Elektron AG in Bitterfeld aufgenommen, das als Ersatz für das zerstörte Elektrosalpeterwerk diente.

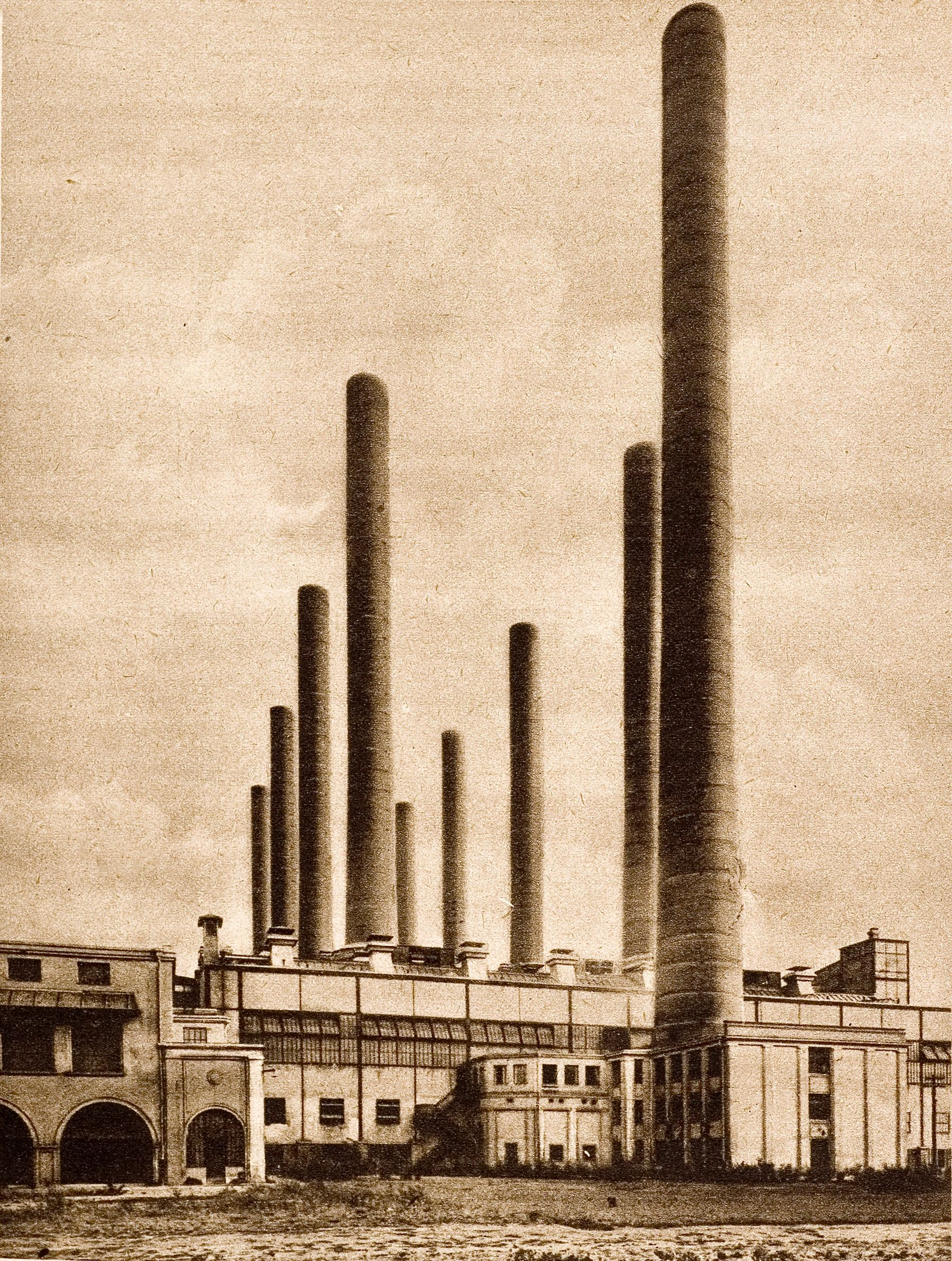
Großkraftwerk Zschornewitz, 1919
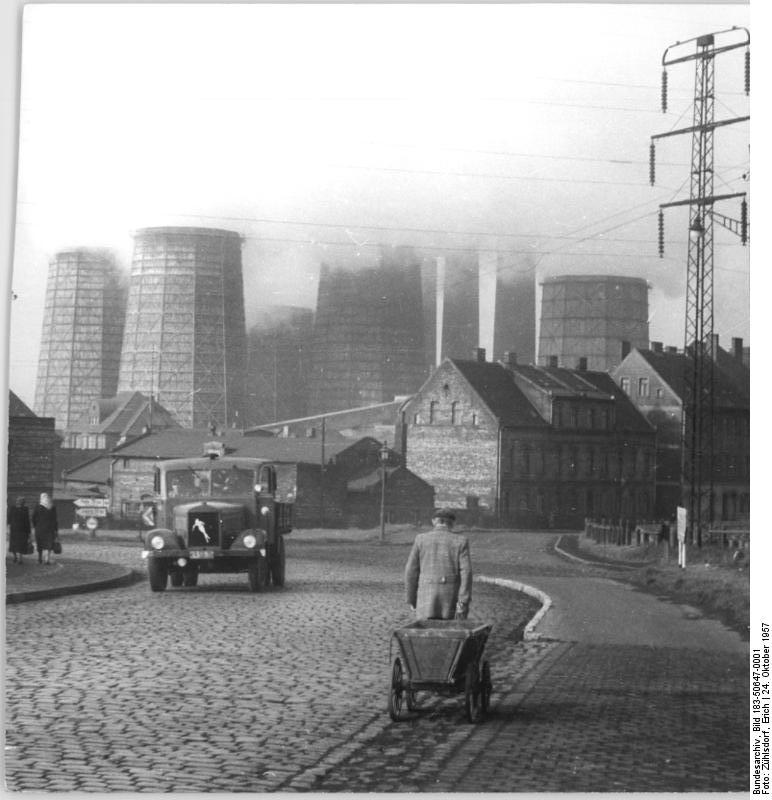
Eine der drei von Zschornewitz aus 1918 gebauten Leitungen: Versorgung des Werks der Griesheim Elektron AG in Bitterfeld

### Ausweitung des Verbundnetzes
Das Ende des Ersten Weltkriegs machte eine Umstrukturierung der Energieversorgung nötig, nachdem die Kriegsproduktion eingestellt wurde und das Aluminiumwerk zum 9. November 1919 die Produktion einstellte. Neue Aufgabe der EWAG war nun die Sicherstellung einer öffentlichen Fernstromversorgung unter staatlicher Regie. Das Reich strebte durch die Kriegserfahrungen bedingt eine Autarkie an und bündelte seine Industrieunternehmen: 1919 wurde die EWAG Mitglied im Mitteldeutschen Braunkohlen-Syndikat, das ein Zwangskartell bildete. Ausgehend von der Leitung Zschornewitz–Rummelsburg wurde 1919 ein Stromvertrag mit den Berliner Elektrizitätswerken über die Lieferung von zunächst 16.000, dann 30.000 und schließlich 60.000 kW abgeschlossen. Mit den Grundlastlieferungen aus Zschornewitz sollten durch ausbleibende Kohlelieferungen verursachte Engpässe bei der Versorgung Berlins mit elektrischer Energie ausgeglichen werden. Weitere Verträge wurden mit den benachbarten Energieversorgern AG Sächsische Werke und Elektrizitätswerk Sachsen-Anhalt abgeschlossen, um diese mit Energie aus Zschornewitz zu beliefern. Hierzu wurde eine Leitung von Zschornewitz nach Magdeburg gebaut sowie die Leitung von Zschornewitz nach Bitterfeld bis Leipzig verlängert
Im Dezember 1919 übernahm die EWAG die Niederlausitzer Kraftwerke AG in Spremberg, die 1917 das Kraftwerk Trattendorf in Betrieb nahm. Dies markierte den Beginn eines Verbundnetzaufbaus auf der 110-kV-Ebene zur Fernversorgung des zum 1. Oktober 1920 gegründeten Groß-Berlins: Von Trattendorf wurde eine Doppelleitung zur Hauptschaltstation in Berlin-Friedrichsfelde gebaut, wohin die von Zschornewitz kommende Leitung verlängert wurde. Die Stromlieferungen aus Trattendorf wurden am 24. November 1921 aufgenommen. Eine dritte Leitung wurde von Friedrichsfelde mitten durchs dicht besiedelte Berliner Stadtgebiet zum Kraftwerk Moabit verlegt. 1923 wurde diese Leitung zum Kraftwerk Charlottenburg verlängert.
Seit dem 7. März 1923 war die EWAG als Gründungsmitglied Teil der Vereinigte Industrieunternehmungen AG (VIAG), in der im Rahmen der Autarkiepolitik sämtliche Industrie- und Energieunternehmen mit Beteiligung des Reichs gebündelt waren. Weitere Energieversorgungsunternehmen unter dem Dach der VIAG waren das Alzwerk, die Bayerischen Kraftwerke, das Innwerk, das Ostpreußenwerk und die Württembergische Landes-Elektrizitäts AG.
Eine zweite Leitung von Zschornewitz aus wurde 1925 über die Umspannwerke Brandenburg an der Havel und Spandau nach Charlottenburg errichtet, womit erstmals ein Ringnetz entstand. Dazu wurde das Kraftwerk Zschornewitz um ein Kesselhaus mit sechs Kesseln und drei Turbinen erweitert. Ein zweiter Maschenschluss folgte 1928 mit der Leitung von Trattendorf nach Spandau. 1929 wurde mit der Leitung Trattendorf – Lautawerk – Zschornewitz ein großer 110-kV-Ring zwischen den Kraftwerken der EWAG hergestellt. Das dem Aluminiumwerk Lauta benachbarte Kraftwerk wurde im Oktober 1921 an die EWAG verkauft. Zu diesem Zeitpunkt umfasste das Leitungsnetz der EWAG rund 1060 km an 110-kV-Doppelleitungen.
Neben Berlin entwickelte sich Niederschlesien zu einem weiteren Schwerpunkt des Energieabsatzes. Durch den Erwerb der Gesellschaft Lohser Werke, die bei Sorau eine Braunkohlegrube und ein Kraftwerk betrieben, schloss die EWAG einen Stromlieferungsvertrag mit dem bisherigen Abnehmer, der Kommunalen Elektrizitäts-Lieferungsgesellschaft Sagan ab. Daraufhin errichteten sie eine 110-kV-Leitung von Trattendorf nach Hansdorf. Der Abschluss eines weiteren Liefervertrags mit dem Provinzialverband des Elektrizitätswerks Schlesien in Breslau und der Erwerb der Aktienmehrheit am Elektrizitätswerk Liegnitz im Jahr 1927 führten zu Verlängerung dieser Leitung über Bunzlau und Liegnitz zum Kraftwerk Tschechnitz.
Die Steuerung des Verbundnetzes wurde ab 1921 von der Leitwarte der Hauptschaltstation Friedrichsfelde aus durchgeführt, während die Frequenzhaltung 1929 von der Lastverteilerstelle des Kraftwerks Klingenberg der Berliner Elektricitäts-Werke (seit 24. November 1923 Bewag) übernommen wurde. Die Netze der EWAG und Bewag waren miteinander in einem gemeinsamen Netzverbund gekoppelt.
Erst 1927 stieg der preußische Staat selbst in die Energiewirtschaft ein, konnte allerdings nur kleine, wenig industrialisierte Gebiete des Staates mit einer eigenen Großversorgung – ab Oktober 1927 in der Preußenelektra gebündelt – aufbauen. Das Rheinland und Teile Westfalens wurden privatwirtschaftlich vom RWE, große Teile Mitteldeutschlands von der reichseigenen EWAG und nachgelagerten Unternehmen versorgt. Ein Streitpunkt war die Beteiligung des RWE an den Braunschweigischen Kohlen-Bergwerken, die ihr Tätigkeitsgebiet (Helmstedter Revier) in der Einflusssphäre der Preußenelektra besaßen. Im Januar 1928 wurden in Rahmen eines „Pool- und Demarkationsvertrags“ die Versorgungs- und Interessensgebiete von Preußenelektra und EWAG voneinander abgegrenzt. Die Aktienmehrheit an den Braunschweigischen Kohlen-Bergwerken wurde zu gleichen Teilen der Preußenelektra und der EWAG übertragen. Ermöglicht wurde durch diese als „(erster) Elektrofrieden“ bezeichnete Einigung auch der seit Anfang der 1920er Jahre vorgesehene Bau einer Ost-West-Leitungsschiene zur Kopplung der Stromerzeugung aus rheinischer und mitteldeutscher Braunkohle.
Im Mai 1928 gründeten EWAG, Preußenelektra und Bayernwerk in Berlin die Aktiengesellschaft für deutsche Elektrizitätswirtschaft, der im Februar 1929 als Gegenreaktion die vom RWE initiierte Gründung der Westdeutsche Elektrizitäts AG in Frankfurt am Main folgte. Im Mai 1929 trat diese der Aktiengesellschaft für deutsche Elektrizitätswirtschaft bei, womit alle großen deutschen Energieversorgungsunternehmen unter einer Dachgesellschaft agierten. Sie wird als Vorläufer der bis 2001 bestehenden Deutschen Verbundgesellschaft betrachtet. Dies wurde auch als „Zweiter Elektrofrieden“ angesehen.

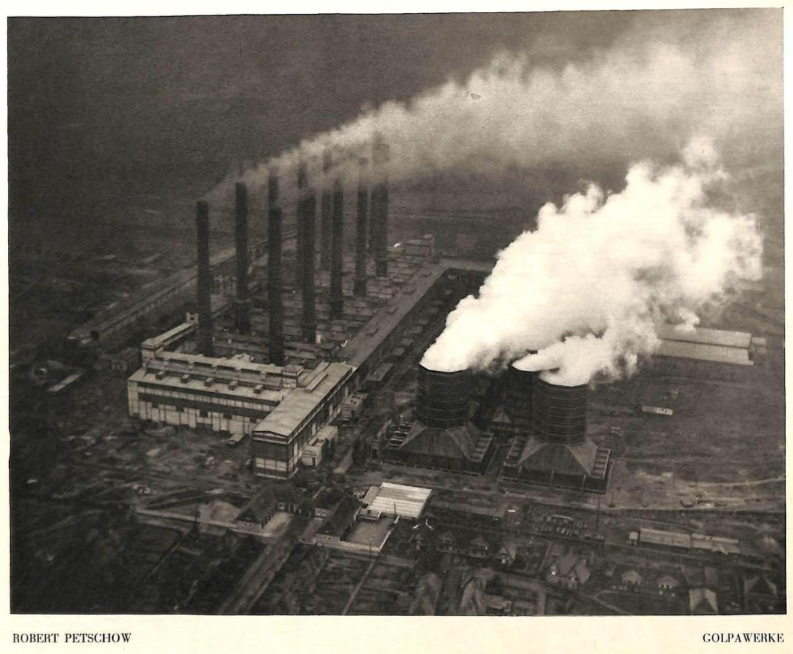
Kraftwerk Zschornewitz, 1927
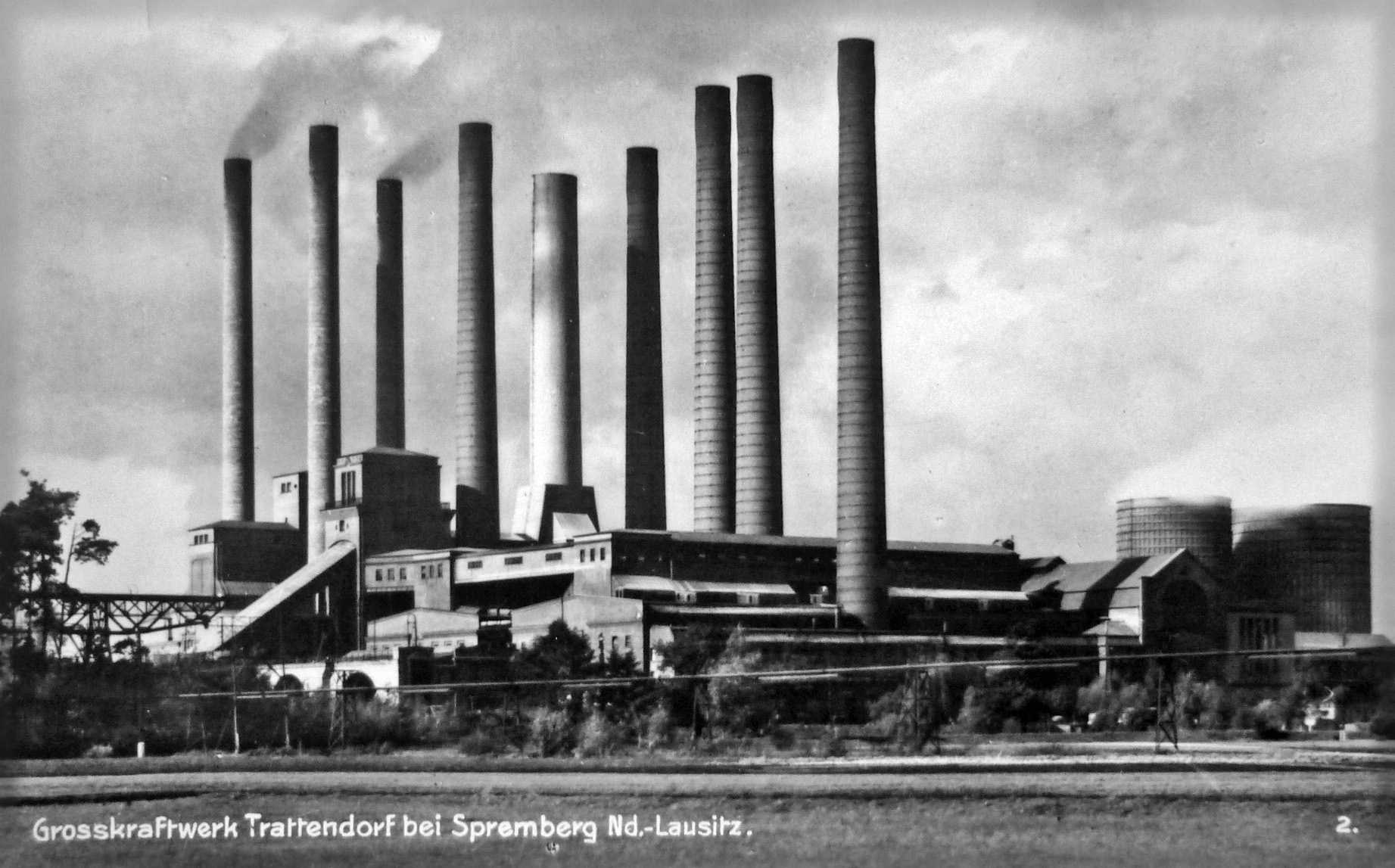
Kraftwerk Trattendorf

### Zeit des Nationalsozialismus

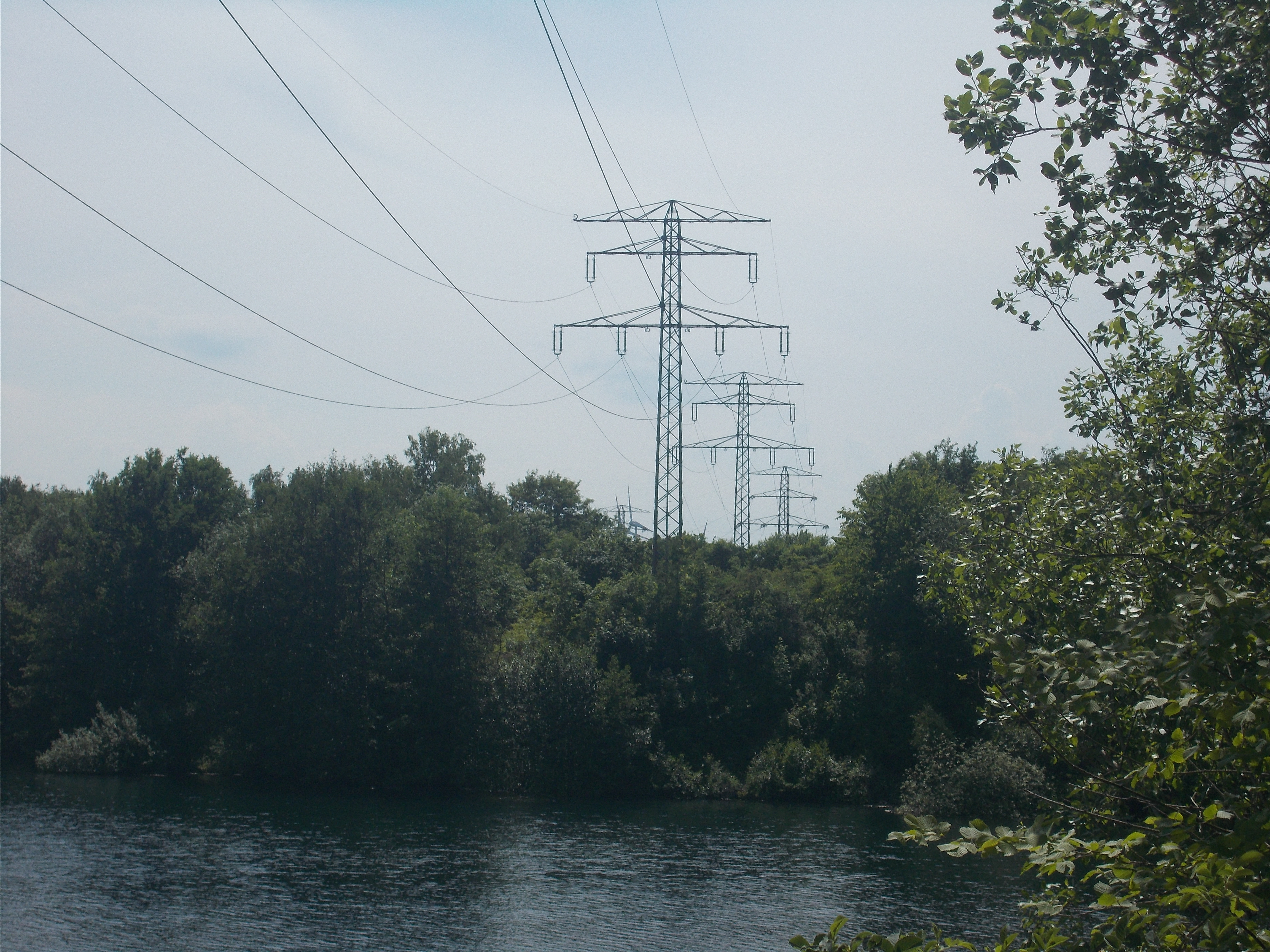
In den 1940er Jahren baute die EWAG zahlreiche Freileitungen, insbesondere zur Versorgung großer Industriebetriebe, auf Donaumasten mit Erdseiltraverse (hier bei Salzgitter)

Bis in die 1930er Jahre expandierte die EWAG durch Beteiligung an Energieversorgungsunternehmen im mittel- und ostdeutschen Raum. In dieser Zeit begann auch der Einstieg der EWAG in den überregionalen Verbundbetrieb auf Höchstspannungsebene: Ein 1930 von Oskar von Miller erstelltes Gutachten sah ein 220-kV-Ringnetz vor, bestehend aus der Nord-Süd-Leitung des RWE, einer Ost-West-Schiene zwischen dem Rheinland und Mitteldeutschland sowie einer zweiten Nord-Süd-Leitung von Mitteldeutschland in die Alpen.
Nach der Machtübernahme der NSDAP im Januar 1933 war das am 13. Dezember 1935 verabschiedete Energiewirtschaftsgesetz eine Folge der Machtkonzentration: Die gesamte Energiewirtschaft stand von nun an unter Aufsicht des Reichswirtschaftsministeriums. Durch die Festschreibung der dezentralen Elektrizitätsproduktion, auch aus strategischen Gesichtspunkten, festigten sich die Einflusssphären der einzelnen Energieversorgungsunternehmen weiter. Unter Führung der VIAG als reichseigenes Unternehmen und Dachgesellschaft der dadurch ebenfalls reichseigenen EWAG war in der Folge ein massiver Ausbau der Energieproduktion vorgesehen.
Die Ost-West Verbundleitung der Preußenelektra erreichte 1935 Helmstedt und band damit die Kraftwerke der Braunschweigischen Kohlen-Bergwerke (BKB) in ihr gerade entstehendes Höchstspannungsnetz mit ein. Gleichzeitig beschloss die EWAG, elektrische Energie aus dem Kraftwerk Harbke der gemeinsamen Tochtergesellschaft zusätzlich für die Deckung des Energiebedarfs ihres Versorgungsgebiets zu nutzen. Außerdem bestand ein Stromliefervertrag der EWAG mit der Preußenelektra wie auch der BKB selbst. Die BKB bauten daraufhin eine Leitung von Harbke über Magdeburg, Rothensee, Genthin und Brandenburg/Havel nach Spandau. Die Betriebsführung dieser Leitung lag allerdings bei der EWAG, die sich ebenso am Bau beteiligte. Im Abschnitt zwischen Harbke und Magdeburg kamen größer dimensionierte Masten zum Einsatz, die für einen späteren Betrieb mit 220 kV ausgelegt waren. Von Magdeburg bis Spandau war die Leitung für 110 kV ausgelegt.
Der Einstieg in die 220-kV-Ebene folgte für die EWAG 1937 mit dem ersten Teilstück der geplanten Nord-Süd-Schiene von Magdeburg über Marke nach Dieskau. Die Strecke Harbke–Magdeburg der BKB wurde somit Teil des 220-kV-Netzes. Damit einher ging der Bau des Kraftwerks „Elbe“ in Vockerode, das für die Versorgung der mitteldeutschen Chemieindustrie sowie der Reichshauptstadt Berlin vorgesehen war. Über mehrere 110-kV-Verbindungsstrecken speisten die Kraftwerke Zschornewitz und Elbe auch in die 220-kV-Sammelschiene ein.
Nach dem Anschluss Österreichs am 12. März 1938 gründete die VIAG am 22. April 1938 die Alpen-Elektrowerke, um die österreichische Elektrizitätswirtschaft nach nationalsozialistischem Muster umzustrukturieren. Unter den Alpen-Elektrowerken begann die Erschließung von Wasserkraftwerken im österreichischen Alpenraum, etwa der Kraftwerksgruppe Kaprun, sowie die Sicherstellung der Energieversorgung der Großindustrie. Diese wurde nach 1938 vorrangig im Raum Linz angesiedelt. Die Eingliederung des Sudetenlands zum 1. Oktober 1938 ebnete den Weg der VIAG, durch die Übernahme der dortigen Energieversorger die Elektrizitätswirtschaft auch hier zu dominieren. Als im August 1939 die VIAG 40 % des Aktienkapitals am Bayernwerk übernahm und im September 1939 ein Liefervertrag über den Strombezug des Bayernwerks von der EWAG abgeschlossen wurde, markierte dies den endgültigen Einstieg der VIAG in den süddeutschen Raum. Noch im selben Jahr begann der Bau einer 600 km langen 220-kV-Leitung von Dieskau über die neuen Umspannwerke Remptendorf, Ludersheim und St. Peter bis nach Ernsthofen. Diese ging im November 1941 in Betrieb.
Der Beginn des Zweiten Weltkriegs markierte den Einstieg in die völlige Kriegswirtschaft, die sich auf die Rüstungsindustrie stützte. Als „Reichssammelschiene“ sollte das 220-kV-Netz gemäß einer Studie unter der Aufsicht des Reichs weit voneinander entfernte Standorte der Energieerzeugung mit Verbrauchsschwerpunkten verbinden. Der Staat Preußen weigerte sich jedoch, seinen Anteil an der Elektrizitätswirtschaft, die Preußenelektra, ans Reich zu übertragen, weshalb sich die VIAG auf die Expansion nach Osten konzentrierte.
Die allmähliche Wendung des Kriegsverlaufs führte dazu, dass weitergehende Pläne auf dem Gebiet der Energieversorgung nicht mehr realisiert wurden. Die ab 1941 gebaute, bipolare HGÜ-Kabeltrasse für 200 kV vom Kraftwerk Elbe nach Berlin-Marienfelde ging nicht mehr vor Kriegsende in Betrieb. Durch die Eingliederung des Sudetenlands und Ostoberschlesiens war ein Ringschluss auf der 220-kV-Ebene von Ernsthofen über Wien, Mähren und Oberschlesien zurück nach Mitteldeutschland vorgesehen. In einzelnen Abschnitten begannen hierfür noch 1943 die Bauarbeiten: Zwischen Marke und Trattendorf durch die EWAG und zwischen Ernsthofen und Rohrau bei Wien durch die Alpen-Elektrowerke. An beiden Strecken wurden die Arbeiten 1945 eingestellt. Das Kraftwerk Kaprun hätte seinen Strom über eine 220-kV-Leitung in Ernsthofen einspeisen sollen.
Zum Zeitpunkt ihrer größten Ausdehnung umfasste das Versorgungsgebiet der EWAG nahezu den gesamten mittleren und östlichen Teil Preußens und das Sudetenland. Bis 1943 bestanden vielfältige Beteiligungen Kohlenbergbau- und Energiesektor.

### Nachkriegszeit und Deutsche Teilung
Das Ende des Zweiten Weltkriegs war für die EWAG einschneidend: Fast ihr gesamtes Versorgungsgebiet lag nun in der sowjetischen Besatzungszone bzw. wurde unter polnische Verwaltung gestellt. Die sowjetische Militäradministration beschlagnahmte das Eigentum der VIAG in ihrer Besatzungszone, darunter die EWAG, und führte umfangreiche Demontagen an Industrie- und Energieanlagen durch. Die fertiggestellte, aber nie in Betrieb gegangene HGÜ-Verbindung vom Kraftwerk Elbe nach Berlin wurde in die Sowjetunion abtransportiert und dort erneut installiert. Von der 220-kV-Leitung, die quer durch das mitteldeutsche Industriegebiet führte, wurde ein Stromkreis, das komplette Umspannwerk Marke und einige Transformatoren der übrigen 220-kV-Umspannwerke demontiert.
Die Jahre nach Kriegsende bedeuteten das faktische Aus für die EWAG als Energieversorgungsunternehmen. In der sowjetischen Zone, aus der sich 1949 die DDR gründete, wurde die Elektrizitätswirtschaft komplett neu geordnet, die Energieversorgungsunternehmen zerschlagen und unter staatliche Regie gestellt. Im als eigenständigen Staat wiederhergestellten und ebenfalls unter alliierter Besatzung befindlichen Österreich ging im Zuge des 2. Verstaatlichungsgesetz 1947 die Elektrizitätswirtschaft ins Eigentum der Zweiten Republik über. Hierunter fielen auch die als Deutsches Eigentum geführten Anlagen der EWAG und der Alpen-Elektrowerke.
Anders stellte sich die Lage in den drei westlichen Besatzungszonen in Deutschland dar, aus denen 1949 die Bundesrepublik Deutschland hervorging. Hier verlieb die Muttergesellschaft VIAG mit ihren verbliebenen Beteiligungen im Staatsbesitz, verfügte aber nur mehr über sehr wenig Eigentum. Dabei handelte es sich um rund 300 km der 220-kV-Leitung auf bayerischem Gebiet, das Umspannwerk Ludersheim sowie die Beteiligungen an den Braunschweigischen Kohlen-Bergwerken und der Berliner Bewag, deren Leitungen sie jeweils noch betrieb. Da die bayerische Leitung nach 1945 über keine zuverlässige bzw. 1950 überhaupt keine Verbindung mehr zum mitteldeutschen Netz besaß, war ihr Nutzen für die EWAG gering, weshalb sie sie ans Bayernwerk verpachtete. Dieses baute bis 1949 eine neue Leitung zur Verbindung mit den 220-kV-Netzen der RWE und der Preag.
Anfang der 1980er Jahre forcierte die Bundesregierung eine Privatisierung ihrer Staatsunternehmen. Zum Juni 1986 wurde die VIAG teilprivatisiert, indem der Bund seine unmittelbare Anteilsmehrheit abgab und das Unternehmen an die Börse ging. Zum 3. Mai 1988 verkauften Bundesregierung und Kreditanstalt für Wiederaufbau schließlich alle ihre übrigen Anteile an der VIAG. Im Zuge dessen wurde auch die EWAG umstrukturiert und in eine reine Beteiligungsgesellschaft umgewandelt, die 10 % der Anteile an der Bewag hielt und dadurch Dividendenerträge erwirtschaftete. Weitere Unternehmen mit EWAG-Anteilen waren die BKB und den Didier-Werken. Die bayerische 220-kV-Leitung wurde komplett an das Bayernwerk abgetreten.
Bis ins Jahr 2000 existierte die EWAG noch als Tochterunternehmen der VIAG. In diesem Jahr fusionierte diese mit der VEBA zur E.ON.

## Anlagen

### Kraftwerke
| Name                   | Baujahr | Befeuerungsart | Anzahl Blöcke | Nettoleistung | Standort     | Stilllegung      |
| ---------------------- | ------- | -------------- | ------------- | ------------- | ------------ | ---------------- |
| Kraftwerk Zschornewitz | 1915    | Braunkohle     | 1             | 470 MW        | Zschornewitz | 1. Juni 1992     |
| Kraftwerk Trattendorf  | 1917    | Braunkohle     | 1             | 160,5 MW      | Trattendorf  | 19. April 1945   |
| Kraftwerk Lauta        | 1918    | Braunkohle     | 1             | 173 MW        | Lauta        | 30. April 1992   |
| Kraftwerk Elbe         | 1938    | Braunkohle     | 2             | 524 MW        | Vockerode    | 10. Oktober 1994 |

### Wichtige Freileitungen
| Spannung | Verlauf                                                                          | Baujahr | Mastentyp                               | Bemerkungen |
| -------- | -------------------------------------------------------------------------------- | ------- | --------------------------------------- | --- |
| 80 kV    | Kraftwerk Zschornewitz – Piesteritz                                              | 1915    | Tonnenmast                              | |
| 80 kV    | Kraftwerk Zschornewitz – Piesteritz                                              | 1915    | Tonnenmast                              | |
| 110 kV   | Kraftwerk Zschornewitz – Rummelsburg                                             | 1918    | Tonnenmast                              | „Golpa-Leitung“                                                                                                   |
| 110 kV   | Kraftwerk Zschornewitz – Bitterfeld                                              | 1918    | Tonnenmast                              | |
| 110 kV   | Rummelsburg – Friedrichsfelde                                                    | 1921    | Tannenbaummast                          | |
| 110 kV   | Kraftwerk Trattendorf – Friedrichsfelde                                          | 1921    | Tannenbaummast                          | Nach 1946 durch Sowjetunion als Reparationsleistung demontiert                                                    |
| 110 kV   | Friedrichsfelde – Kraftwerk Moabit                                               | 1921    | Tannenbaummast                          | |
| 110 kV   | Kraftwerk Moabit – Kraftwerk Charlottenburg                                      | 1923    | Tannenbaummast                          | |
| 110 kV   | Kraftwerk Zschornewitz – Brandenburg – Spandau                                   | 1925    | Tannenbaummast in umgekehrter Anordnung | |
| 110 kV   | Spandau – Kraftwerk Charlottenburg                                               | 1925    | Tannenbaummast                          | |
| 110 kV   | Kraftwerk Trattendorf – Hansdorf                                                 | 1926    | Tannenbaummast in umgekehrter Anordnung | |
| 110 kV   | Hansdorf – Bunzlau – Liegnitz – Kraftwerk Tschechnitz                            | 1927    | Donaumast                               | |
| 110 kV   | Kraftwerk Trattendorf – Spandau                                                  | 1928    |                                         | Nach 1946 durch Sowjetunion als Reparationsleistung demontiert                                                    |
| 110 kV   | Kraftwerk Lauta – Kraftwerk Zschornewitz                                         | 1929    |                                         | Ringschluss im 110-kV-Netz, nach 1946 durch Sowjetunion als Reparationsleistung teildemontiert                    |
| 110 kV   | Kraftwerk Harbke (BKB) – Magdeburg – Rothensee – Genthin – Brandenburg – Spandau | 1935    | Donaumast in umgekehrter Anordnung      | Bau ausgeführt durch die Braunschweigischen Kohlen-Bergwerke, Strecke Harbke – Magdeburg für 220 kV dimensioniert |
| 110 kV   | Kraftwerk Zschornewitz – Marke                                                   | 1937    |                                         | |
| 110 kV   | Kraftwerk Zschornewitz – Marke                                                   | 1937    |                                         | |
| 110 kV   | Kraftwerk Zschornewitz – Dieskau                                                 | 1937    |                                         | |
| 110 kV   | Kraftwerk Zschornewitz – Dieskau                                                 | 1937    |                                         | |
| 110 kV   | Kraftwerk Elbe – Marke                                                           | 1937    | Donaumast                               | |
| 110 kV   | Kraftwerk Elbe – Marke                                                           | 1937    | Donaumast                               | |
| 110 kV   | Kraftwerk Elbe – Kraftwerk Zschornewitz                                          | 1937    |                                         | |
| 110 kV   | Marke – Susigke                                                                  | 1939    |                                         | |
| 110 kV   | Ernsthofen – Hütte Linz – Wegscheid                                              | 1941    | Donaumast mit Erdseiltraverse           | |
| 220 kV   | Magdeburg – Marke – Dieskau                                                      | 1937    | Donaumast mit Erdseiltraverse           | „Reichssammelschiene“                                                                                             |
| 220 kV   | Dieskau – Remptendorf – Ludersheim – St. Peter – Ernsthofen                      | 1941    | Donaumast mit Erdseiltraverse           | „Reichssammelschiene“                                                                                             |

## Unternehmensbeteiligungen
| Name                                            | Hauptsitz                | seit |
| ----------------------------------------------- | ------------------------ | ---- |
| Elektrizitätswerk Sachsen-Anhalt AG             | Halle (Saale)            | 1922 |
| Niederschlesische Elektrizitäts-AG              | Hirschberg               | 1922 |
| Überlandwerk Oberschlesien AG                   | Neiße                    | 1923 |
| Braunschweigische Kohlen-Bergwerke AG           | Helmstedt                | 1925 |
| Elektrizitäts-Werke Liegnitz AG                 | Liegnitz                 | 1925 |
| Gewerkschaft Lohser Werke                       | Kunzendorf/Niederlausitz | 1925 |
| Kommunale Elektrizitäts-Lieferungs-Gesellschaft | Sagan                    | 1925 |
| Landkraftwerke Leipzig AG                       | Kulkwitz                 | 1927 |
| Ostkraftwerk AG                                 | Cosel                    | 1928 |
| Greppiner Werke AG                              | Bitterfeld               | 1929 |
| Stromversorgungs AG Weißenfels-Zeitz            | Theißen                  | 1930 |
| Berliner Kraft- und Lichtwerke AG               | Berlin                   | 1931 |
| Braunkohle-Benzin AG                            | Magdeburg                | 1934 |
| Elektrizitätswerk Ostböhmen AG                  | Parschnitz               | 1938 |
| Mährisch-Schlesische Elektrizitätswerke AG      | Ostrava                  | 1938 |
| Mitteldeutsches Kraftwerk Magdeburg AG          | Magdeburg                | 1938 |
| Mittelmährische Elektrizitätswerke AG           | Přerov                   | 1938 |
| Energieversorgung Oberschlesien AG              | Kattowitz                | 1944 |